# Pour une poignée de volutoines
Pour une poignée de volutoines (titre original : Override) est le titre d'une nouvelle de George R. R. Martin, parue pour la première fois en septembre 1973 dans le magazine Analog. Elle est incluse au recueil original Chanson pour Lya (A Song for Lya and Other Stories), regroupant dix histoires de Martin, publié en février 1976 puis traduit en français et publié en octobre 1982 dans le recueil paru aux éditions J'ai lu. Elle fait également partie du recueil Nightflyers et autres récits (Nightflyers), publié en 1988 ainsi que du recueil R.R.étrospective (GRRM: A RRetrospective), publié en septembre 2003.

## Résumé
Bartling a acheté la mine et veut se débarrasser des manipulateurs de morts qui y travaillent. Ed Cochran tente un complot contre Kabaradjian pour s’enrichir avant son congédiement.